# إدوارد شاتون
إدوارد شاتون (بالفرنسية: Édouard Chatton)‏ (و. 1883 – 1947 م) هو أحيائي من فرنسا.

## روابط خارجية
- إدوارد شاتون على موقع الموسوعة البريطانية (الإنجليزية)